# Novomaiàtxnoie
Novomaiàtxnoie (en rus: Новомаячное) és un poble de l'óblast d'Astracan, a Rússia, segons el cens del 2010 tenia 295 habitants.